# Noje (film)
Noje (engl. Noah) je američki epski, biblijom inspirisani film iz 2014. koji je režirao Daren Aronofski. Scenario zasnovan na priči o Nojevoj barci napisali su Aronofski i Ari Handel. Glavnu ulogu u filmu tumači Rasel Krou kao Noje, dok se u ostalim ulogama pojavljuju Dženifer Koneli, Rej Vinston, Ema Votson, Logan Lerman, Entoni Hopkins i Daglas But.

## Uloge
- Rasel Krou (Russell Crowe) kao Noje
- Dženifer Koneli (Jennifer Connelly) kao Noema, Nojeva žena
- Rej Vinston (Ray Winstone) kao Tubal-Kain, Nojev neprijatelj
- Ema Votson (Emma Watson) kao Ila, nojeva usvojena ćerka
- Logan Lerman (Logan Lerman) kao Ham, Nojev sin
- Entoni Hopkins (Anthony Hopkins) kao Metuzalem, Nojev deda
- Daglas But (Douglas Booth) kao Sem, Nojev sin
- Leo Makhju Kerol (Leo McHugh Carroll) kao Jafet, Nojev sin
- Frenk Landžela (Frank Langella) kao Og, Čuvar koji pomaže Noju
- Dakota Gojo (Dakota Goyo) kao mladi Noje
- Marton Čokaš (Marton Csokas) kao Lameh, Nojev otac
- Medison Davenport (Madison Davenport) kao Na'el, Hamova simpatija
- Nik Nolti (Nick Nolte) kao Samjaza, vođa Čuvara
- Mark Margolis (Mark Margolis) kao Magog, Čuvar
- Kevin Djurand (Kevin Durand) kao Rameel, Čuvar
- Nolan Gros (Nolan Gross) kao mladi Ham
- Adam Grifit (Adam Griffith) kao Adam
- Arijana Rajnhart (Ariane Rinehart) kao Eva
- Gavin Kasalenjo (Gavin Casalegno) kao mladi Sem
- Skajlar Berk (Skylar Burke) kao mlada Ila

## Spoljašnje veze
- Zvanični veb-sajt
- Noah na sajtu  (jezik: engleski)
- Noah na sajtu  (jezik: engleski)